# Walter Becker (Maler)
Walter Becker (* 1. August 1893 in Essen; † 24. Oktober 1984 in Tutzing am Starnberger See) war ein deutscher Maler und Grafiker.

## Leben und Werk
Becker wurde in Essen geboren. Sein Vater Eduard Becker war Schmiedemeister, dessen Frau Johanna, geb. Eickmeyer, betrieb einen Kolonialwarenladen. In Essen besuchte er das Humboldt-Gymnasium und schloss mit dem 'Einjährigen' ab. 1908 starb sein Vater und seine Mutter war auf eine sichere Existenzgrundlage bedacht, so dass sie für ihren Sohn Walter den Beruf des Volksschullehrers wählte. Der damalige Zeichenlehrer Beckers versuchte erfolglos, die Mutter davon zu überreden den Sohn auf die Kunstgewerbeschule zu schicken. Von 1910 bis 1913 arbeitete Becker tagsüber in Warenhäusern und besuchte abends Kurse in Gebrauchsgrafik und später in Aktzeichnen und Holzschnitzerei an der Kunstgewerbeschule Essen. In dieser Zeit gewann er zwei Wettbewerbe und erhielt ein Stipendium.
1914 wurden bei ihm Anzeichen einer Tuberkulose erkannt. Er verbrachte den Winter 1914-15 zur Genesung im Schwarzwald und wurde im Laufe des Jahres 1915 zum Kriegsdienst eingezogen. Kurzzeitig wurde er im Wachdienst als „Landsturmmann ohne Waffe“ am Alten Durlacher Bahnhof eingesetzt. Aufgrund seiner schwachen Gesundheit wurde er noch 1915 vom Kriegsdienst befreit und begann sich der Kunst zu widmen.
1915 bis 1918 studierte er an der Großherzoglich Badischen Kunstschule Karlsruhe bei Walter Conz. In dieser Zeit lernte er auch den Bildhauer Karl Albiker, sowie Wladimir von Zabotin und Rudolf Schlichter kennen. Seinen Lebensunterhalt verdiente Becker mit Keramik-Arbeiten für die Majolika Manufaktur Karlsruhe, sowie mit gebrauchsgraphischen Arbeiten für Privatpersonen. Becker, Albiker und andere haben in dieser Zeit, aus Begeisterung für die Theaterstücke von Franz Graf von Pocci, komplette Bühnenbilder, Kulissen und Figuren entworfen, mit denen sie dann Stücke Poccis aufführten.

Die Königsbraut bei Kiepenheuer 1920

Ab 1919 erschienen zahlreiche Bücher mit Illustrationen Walter Beckers.
1918 kam er durch Wladimir von Zabotin und Rudolf Schlichter in Kontakt mit Wilhelm Fraenger. Im August 1918 organisierte Fraenger die erste Grafikausstellung Beckers im Kunstverein Heidelberg. Von 1919 bis 1920 war Becker Mitglied der Gruppe Rih in Karlsruhe. Zwischen Fraenger und der Gruppe Rih herrschte ein reger Austausch, so dass jener auch Vorträge zu Ausstellungen in der Karlsruher Galerie Moos hielt.
Von 1922 bis 1923 studierte Becker an der Kunstakademie Dresden und war dort Meisterschüler in der Bildhauerklasse von Karl Albiker.
In dieser Zeit entstanden vornehmlich grafische und nur wenige malerische Arbeiten.
1923 lernte Becker bei einem Sanatoriumsaufenthalt in Oberstdorf Yvonne von König, geb. Tardif, kennen. Yvonne von König war die Adoptivtochter Leo von Königs. Dessen erste Frau, die Malerin Mathilde Tardif, brachte ihre Tochter Yvonne mit in die Ehe. Am 27. Oktober 1923 erfolgte in Berlin die Heirat zwischen Walter Becker und Yvonne von König. Von Ende 1923 bis Anfang 1924 wohnte das Paar in Berlin. Im Frühjahr 1924 verzogen sie nach Südfrankreich und kehrten erst 1936 nach Deutschland zurück.
In Cassis erwarb das Paar als Unterkunft einen abseits gelegenen Bauernhof. Becker kam in Kontakt mit zahlreichen Persönlichkeiten wie beispielsweise André Derain, Jules Pascin, Georges Braque. Eine Freundschaft entwickelte sich vor allem zu dem Dichter und Journalisten Marcel Sauvage. 1929 porträtierte Becker Sauvage und gewann mit diesem Porträt 1931 den 1. Kunstpreis der Stadt Hannover.
Becker war in dieser Zeit weiterhin illustratorisch tätig. 1927 entstanden 50 Federzeichnungen zu Dostojewskis Aufzeichnungen aus dem Kellerloch (Piper Verlag, München). 1931 wurde „Das Buch von der Riviera“ (Piper Verlag, München) von Erika und Klaus Mann mit Illustrationen von Henri Matisse, Rudolf Großmann, Martin Piper und Walter Becker veröffentlicht.
Gemälde aus dieser Schaffensphase Beckers in Südfrankreich sind nur wenige bekannt.
1936 kehrten Walter und Yvonne Becker nach Deutschland zurück, da „aufgrund der deutschen Devisenbewirtschaftung die bisherige Möglichkeit entfiel, die Einnahmen aus ihrem Berliner Besitz nach Frankreich zu transferieren.“ Zuerst wohnten sie kurzzeitig in München, waren dann, wohl auf die Vermittlung von Kurt Weill hin, drei Monate im Haus von Bertolt Brecht in Utting am Ammersee ansässig, bevor sie ins badische Bühl zogen. 1938 übersiedelte das Paar nach Tutzing. Zu dem in unmittelbarer Nähe wohnenden Cellisten Ludwig Hoelscher und dessen Frau Marion entstand eine innige Verbindung.
In der Zeit des Nationalsozialismus war Becker Mitglied der Reichskammer der bildenden Künste. Für diese Zeit ist seine Teilnahme an mindestens fünf großen Gruppenausstellungen sicher belegt. U. a. nahm er 1943 mit einer Arbeit an der Ausstellung Junge Kunst im Deutschen Reich in Wien teil. 
1937 wurden im Rahmen der deutschlandweiten konzertierten Aktion Entartete Kunst allein aus öffentlichen Sammlungen nachweislich acht, insgesamt 19, Werke Beckers, die nicht dem nazistischen Kunstkanon entsprachen, beschlagnahmt. Womöglich hat sich Becker in diesen Jahren, dem Ratschlag seines Schwiegervaters Leo von König folgend, eher unverfänglichen Landschaftsmotiven und Porträtkompositionen gewidmet. 1941 erhielt Becker einen Ruf als Professor an die Kunstakademie Karlsruhe. „Doch noch vor Antritt seines Amtes, so schreibt Becker, sei durch die SS von Berlin aus sein Atelier versiegelt worden, und er sei ‚unter versteckter Drohung gezwungen [gewesen] vom Vertrag zurückzutreten‘.“
1951 wurde Becker als Lehrer an die Kunstakademie Karlsruhe berufen und war dort bis 1958 tätig. 1952 erfolgte die Ernennung zum Professor. In den 1950er Jahren entstanden stärker abstrahierte Werke.
1958, dem Jahr des Ausscheidens aus der Karlsruher Akademie, erfolgte der Umzug nach Tutzing, nachdem seine Frau Yvonne 1957 plötzlich verstorben war. Becker lebte fortan in seinem Haus, das er bereits ab 1938 bewohnte und in das er auch während seiner Karlsruher Jahre in den Semesterferien zurückkehrte. Die Bekanntschaft und Freundschaft mit dem Ehepaar Hoelscher, und hierbei insbesondere mit Marion Hoelscher, wurde für Becker fortan sehr wichtig. „[Es war] eine beständige, einfühlsame Ermutigung zum Arbeiten, die Marion Hoelscher aus der Erkenntnis heraus traf, dass Walter Becker ohne zu malen in Depression versinken werde.“
1958-59 beteiligte sich Becker am Hausbau des Ehepaars Hoelscher auf Elba. Becker statte die Wände mit Fresken aus. Bis 1964-65 war Becker jährlich auf Elba.
Seit den 60er-Jahren setzte eine fortschreitende Einschränkung der Sehkraft ein, die fast zur Erblindung führte. Becker gab die Malerei vorläufig auf. 1974 erfolgte der Umzug in ein Seniorenheim in Dießen. Ab 1976 begann Becker wieder zu malen. In den letzten Lebens- und Schaffensjahren entstand ein abstrahierendes Alterswerk.
Kunsthistorisch ist Walter Becker der Verschollenen Generation und dem Expressiven Realismus zuzurechnen.

## Mitgliedschaften
- 1919 bis 1920 war Becker Mitglied der Gruppe Rih in Karlsruhe.
- 1953 bis 1961 war Becker Mitglied des Deutschen Künstlerbundes. In diesen Jahren beteiligte er sich an mehreren Ausstellungen des Vereins.[15]

## 1937 als „entartet“ aus öffentlichen Sammlungen beschlagnahmte Werke
- Stillleben (Öl auf Leinwand, 120,3 × 60,3 cm, 1929; Museum Folkwang Essen; Verbleib ungeklärt.)
- Frauenbildnis (Öl auf Leinwand, 130 × 78 cm, 1929; Museum Folkwang Essen. Zerstört.)
- Unterhaltung (Lithografie, 23,5 × 24 cm; Blatt 61 der Zeitschrift „Die Schaffenden“, Jg. II, 3. Mappe, 1920; Museum für Kunst und Heimatgeschichte Erfurt und Kunstsammlungen der Universität Göttingen. Beide Exemplare zerstört)
- Mädchen mit Hund (Lithografie, 16,3 × 16,3 cm 1918; WV Portz 17; Städtische Kunsthalle Mannheim; zerstört.)
- Liebespaar auf der Bank (Radierung; Städtische Kunsthalle Mannheim; zerstört.)
- Paar am Wasser (Radierung, 1918; Städtische Kunsthalle Mannheim; zerstört.)
- Gebet (Radierung, 1918; Städtische Kunsthalle Mannheim; zerstört.)
- Zirkus (Radierung, 1918; Städtische Kunsthalle Mannheim; zerstört.)

## Ausstellungen
Ab 1918 hatte Walter Becker zahlreiche Einzelausstellungen und Beteiligungen an Gruppenausstellungen.
Für die Einzelausstellungen sind beispielsweise zu nennen:
- 1918 Heidelberger Kunstverein, Heidelberg
- 1947 Kestnergesellschaft, Hannover
- 1948 Galerie Rudolf H. Dehnen, Göttingen
- 1953 Staatliche Kunsthalle, Karlsruhe
- 1957 Badischer Kunstverein, Karlsruhe
- 1963 Apfelbaum-Galerie, Karlsruhe
- 1979 Augustinermuseum, Freiburg
- 1979 Galerie Döbele, Ravensburg
- 1983 Kunstverein Singen, Singen
- 1984 Städtische Galerie, Göppingen
- 1989 Galerie Schlichtenmaier, Grafenau
- 1990 Kunstverein Speyer, Speyer
- 1993 Museum der Stadt Ettlingen, Ettlingen
- 1993 Galerie am Stadtmuseum, Düsseldorf
- 1993 Galerie Hierling, München
- 2008 Kunsthaus Désierée, Hochstadt
- 2011 Ortsmuseum Tutzing, Tutzing
- 2011 Galerie Benzenberg, Tutzing
- 2018 Kunstmuseum Singen[16]
- 2023 Ortsmuseum Tutzing, Tutzing

Für die Gruppenausstellungen sind beispielsweise zu nennen:
- 1919 Gruppe Rih, Galerie Moos, Karlsruhe
- 1919 Gruppe Rih, Galerie M. Goldschmidt & Co., Frankfurt a. M.
- 1931 Landesmuseum Hannover
- 1949 „Deutsche Malerei und Plastik der Gegenwart“, Staatenhaus der Messe, Köln
- 1952 Internationale Grafik-Gilde, Paris
- ab 1957 regelmäßige Beteiligungen an den „Großen Kunstausstellungen. Neue   Gruppe“, Haus der Kunst, München
- 1958 „München 1869-1958. Aufbruch zur Modernen Kunst“, Haus der Kunst, München
- 1976 Museumsgesellschaft Ettlingen
- 1993 Staatliche Kunstsammlungen, Dresden
- 1993 Kunststiftung Hohenkarpfen, Hausen o. V.
- Oktober 2013 – Oktober 2014 „Wachgeküsst. Positionen der Moderne – Ausgewählte Hauptwerke aus der Sammlung der Südwestdeutschen Kunststiftung“, Singen
- 2015 „Mensch und Mythos - Walter Becker und die Kunst der verschollenen Generation“, Berlin-Spandau und Schweinfurt
- 2018/19 „Zeitenwende 1918/19 – Künstler zwischen Depression und Aufbruch“, Städtische Galerie Ettlingen
- März–Juni 2019 „Beschlagnahmt! Rückkehr der Meisterblätter“, Kunsthalle Mannheim
- Juli 2019 – Januar 2020 „Tradition und Aufbruch. Nachkriegskunst in Karlsruhe“, Städtische Galerie Karlsruhe
- Mai – Oktober 2020 „Wahrheitsmalerei. Expressiver Realismus aus der Sammlung Joseph Hierling“, Buchheim-Museum, Bernried
- März – Juni 2022 „Flächenbrand Expressionismus. Holzschnitte aus der Sammlung Joseph Hierling“, Museum Schloss Moyland, Bedburg-Hau

## Preise
- 1931 1. Kunstpreis der Stadt Hannover
- 1952 1. Preis der Internationalen Grafik-Gilde, Paris

## Arbeiten im öffentlichen Raum
Werke Walter Beckers befinden sich u. a. im Besitz von:
- Lindenau-Museum, Altenburg
- Museum für aktuelle Kunst – Sammlung Hurrle, Durbach
- Kunsthalle in Emden
- Museum Folkwang, Essen
- Städtische Galerie Ettlingen
- Augustinermuseum, Freiburg
- Sprengel Museum Hannover
- Staatliche Kunsthalle Karlsruhe
- Universitätsmuseum, Marburg
- Kunsthalle Würth, Schwäbisch Hall
- Kunsthalle Schweinfurt
- Kunstmuseum Singen
- Südwestdeutsche Kunststiftung, Singen